# 尖沙咀卡拉OK縱火案

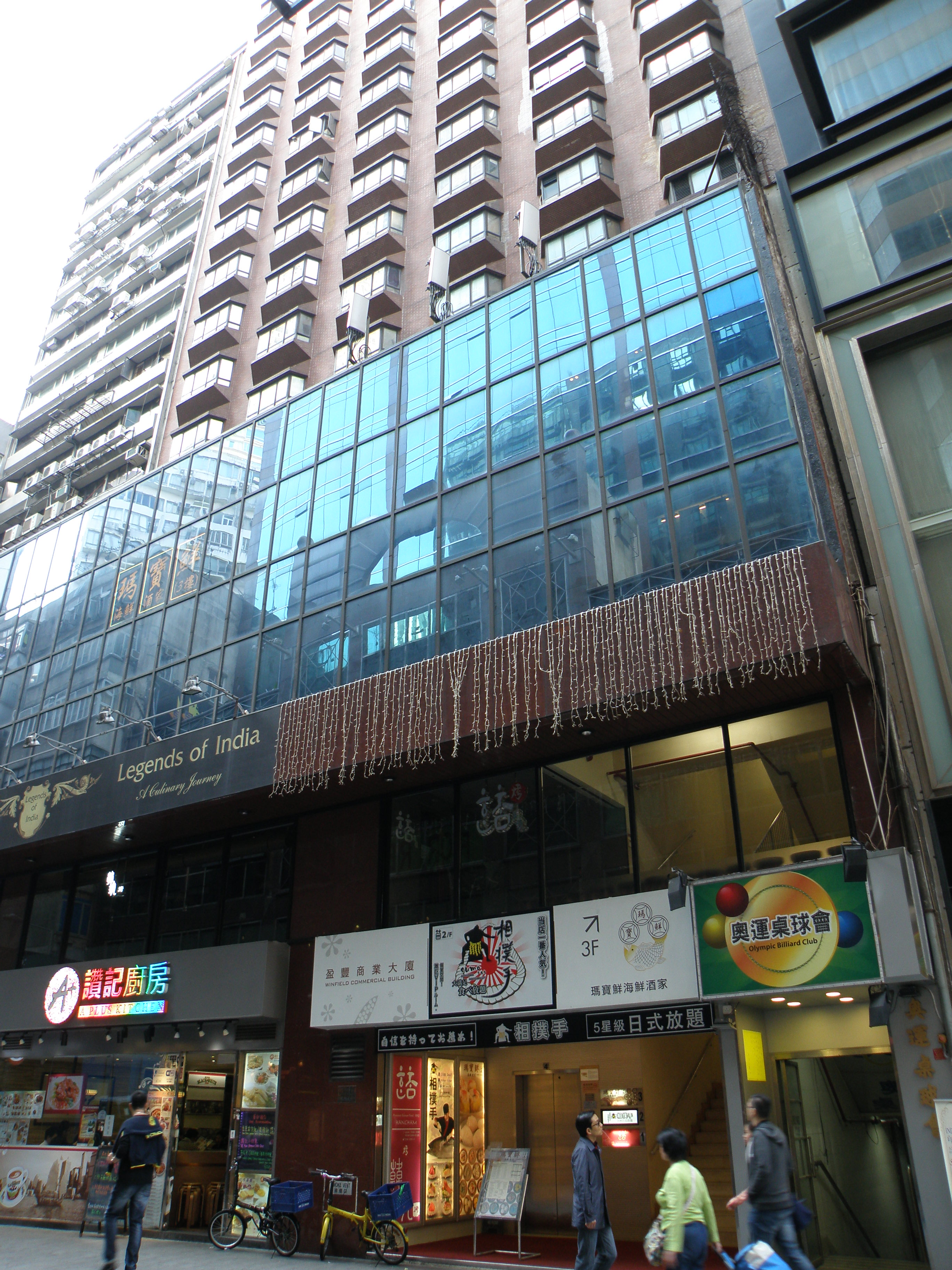
盈豐商業大廈，事發的新一代卡拉OK已結業多時

尖沙咀卡拉OK縱火案又稱寶勒巷卡拉OK縱火案，是發生於1997年的香港九龍尖沙咀的縱火案，共17人死，13人傷。

## 經過
1997年1月25日凌晨，位於尖沙咀寶勒巷6-8號盈豐商業大廈內的新一代卡拉OK起火，火勢於數分鐘內蔓延。消防處人員接報後抵達現場，當時火勢十分猛烈；事發前一日（1月24日）為星期五晚上，當時卡拉OK內約有80名顧客與20名職員，部分顧客或者因為樂極忘形或者房間內的音樂聲量過大，導致沒有聽聞火警鐘聲，亦有顧客因為醉酒而未能夠迅速前往緊急出口逃生。火警導致17人死亡、13人受傷，年齡在16歲至42歲之間。
香港總督彭定康事後巡視災場，並且責成皇家香港警務處處長許淇安盡快破案。

## 起因
此縱火案乃涉及黑幫的報復行動，源於案發前五日，在事發的卡拉OK內疑因為有同門黑社會新義安成員蔡錦輝與董勝飛與女子搭訕而發生內訌，當時被黑社會和勝和的一名「睇場」（場監）干涉，雙方大打出手，發生內訌的兩名男子均被打至頭破血流，其中蔡錦輝其後兩次計劃糾黨向和勝和的睇場伏擊報復，但是因為先後遇上警察掃蕩而被迫取消行動，故此就以縱火尋仇，成為縱火案的起因。

## 調查結果
消防處人員調查後發現，該卡拉OK走廊的牆壁和房間門均屬於易燃物料；店內防火設備嚴重不足及失效多時，在火警發生時未能夠發揮作用。最重要是，起火位置為正門入口，而入口至前樓梯均鋪了地毯，火勢沿著前樓梯的地毯蔓延至樓上，加上卡拉OK內顧客眾多，卡拉OK內又未有設置緊急照明系統，使到顧客被逼摸黑逃生，釀成嚴重傷亡。

## 事後及判刑
事發後，香港政府全面檢討娛樂場所的安全和防火指引，加強檢查娛樂場所的防火設施，立例規定所有娛樂場所（包括卡拉OK場所）的防火設施必須定期被全面檢查，必須設置緊急照明系統及緊急出口指示牌，以確保發生事故時，顧客可以安全及迅速地逃離現場。同時，所有卡拉OK場所必須加設緊急截電系統。當火警發生時，全場所有音響和電視會自動關閉，使到顧客知道有火警發生，並且立即逃生。
事發後約一個月，警察拘捕了4名涉案男子，其中3名被告李家豪、董勝飛和柳應達被裁定謀殺罪名成立，判處終身監禁，另外鄭偉成則被裁定誤殺罪名成立，判11年有期徒刑。其餘三名在逃疑犯蔡錦輝、陳福清以及綽號「眉眉」的陳惠良則被通緝，於案發10年後懸紅60萬港元緝兇。
2008年12月，策劃縱火案的主謀，綽號「上帝」的蔡錦輝在深圳被公安拘捕，於同年12月19日被引渡返回香港。於2010年4月15日，案件於高等法院開審，同年5月3日，蔡錦輝被裁定謀殺罪名成立，判處終身監禁。
2009年3月，季炳雄在服刑期間涉嫌串謀另外5名嚴重罪犯威嚇同倉囚犯柳應達，逼使他放棄出席法庭審訊，指證潛逃多年及同案主謀蔡錦輝，而被控告串謀妨礙司法公正，於2010年提堂。一名囚犯在法院上供稱，2009年3月他在製衣工場工作時，被兩名被告帶到一旁，要求他狀告其好友兼同倉囚犯柳應達放棄出席法庭審訊，被他拒絕。半小時後，他在洗手間遇上季炳雄，後者著他「做個順水人情，畀個面大圈」，卻不果。兩日後，季炳雄警告他需要小心；再過兩日，他目睹柳應達遭其他囚犯毆打，他出手營救時亦遭毆打。2010年11月11日，由於囚犯證人與懲教人員的口供不一致，因此季炳雄被控告的妨礙司法公正罪名不成立；另外5名嚴重罪犯被告則被裁定兩項襲擊罪成，分別被判處增加刑期10至15個月。雖然季炳雄被控告的罪名不成立，不過法官在結案陳辭時強調，從醫療報告中，可以了解在案中未有被控告襲擊的季炳雄其實也有參與打鬥。
2024年11月，52歲通緝犯陳惠良在內地被公安拘捕，移送香港警方。餘下的一名通緝犯陳福清仍然在逃，香港警方懸紅40萬港元緝捕。

## 流行文化
- 1997年香港電影《猛鬼卡拉OK （页面存档备份，存于）》

## 外部連結
- 燒死17男女 策劃人勢判終身 （页面存档备份，存于）
- 寶勒巷卡拉ok大火新聞 （页面存档备份，存于）
- 一九九七年一月二十五日縱火及謀殺案通緝 （页面存档备份，存于）